# Cornelis Floris

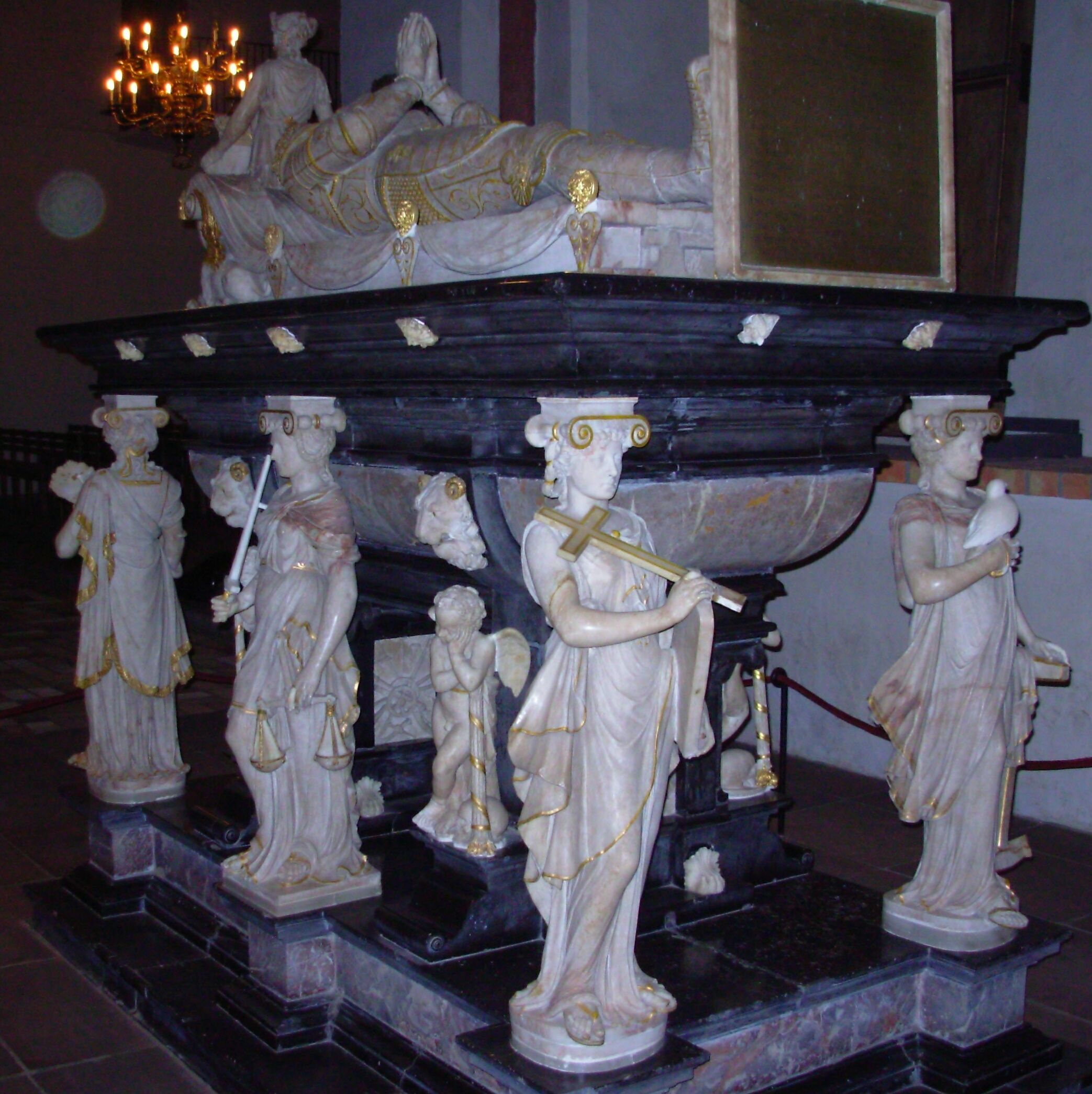
Gravmonument över Fredrik I av Danmark i domkyrkan i Slesvig

Cornelis Floris de Vriendt, född 1514, död 1575, var en nederländsk arkitekt, skulptör och grafiker. Han var bror till Frans Floris.
I sina anteckningar i Lukasgillets inskrivningsbok i Antwerpen, påbörjade 1546, visar han prov på några av de tidigaste groteskornamentikerna i Nordeuropa. 1557 utgav han mönsterstickboken Niewe inventiien, som fick stor betydelse för stilens genombrott. Bland hans tidigare verk märks tabernaklet i Léau (1550-52), tabernaklet i Surbempde (1555), Fredrik I:s grav i Slesvig, De Merode's grav i Gheel, samt ett antal epitafier i Königsberg, Breda och Löwen. Av hans senare verk märks Antwerpens rådhus (1560-64), Hanseaternas hus och gillehus i Antwerpen, Trolles grav i Herlufsholm, och Langes grav i Hunderup (1565-68), hertig Albrekt av Preussens gravmonument i Königsberg, sångläktaren i Tournai (1570-75), Kristian III:s baldakingrav i Roskilde (1568-1575) samt epitafier i Löwen, Sankt Omer och Königsberg med flera verk.